# Un tipo de sangre
Un tipo de sangre es una película en blanco y negro coproducción de Argentina y España dirigida por León Klimovsky sobre el guion de Emilio Villalba Welsh y Ariel Cortazzo según la obra El sobretodo de Céspedes, de Ernesto Marsili y Miguel Félix de Madrid que se estrenó el 19 de junio de 1960 y que tuvo como protagonistas a Luis Sandrini, Silvia Solar, Trini Alonso y Juan Antonio Riquelme. Se la exhibió en España con el título alternativo de El cuerpo sigue aguantando o Y el cuerpo sigue aguantando. Una versión anterior de la obra dirigida en 1939 por Leopoldo Torres Ríos se había llamado El sobretodo de Céspedes. Fue la última película de la gran actriz Amalia Sánchez Ariño.

## Sinopsis
Un hombre cuyo grupo sanguíneo es difícil de obtener entra en posesión de un sobretodo en el que carteristas ocultan cosas robadas.

## Reparto
- Luis Sandrini
- Silvia Solar
- Trini Alonso
- Juan Antonio Riquelme
- Félix Fernández
- Antonio Osores
- María Elena Teixeiro
- Tota Alba
- Valeriano Andrés
- Inocencio Barbán
- María Becedas
- Emilio Berrio
- Juan Cortés
- Ketty de la Cámara
- Rodolfo del Campo
- Manuel del Castillo
- Beni Deus
- Antonio Giménez Escribano
- Agustín González
- Rafael Hernández
- Rafael Ibáñez
- Julio Infiesta
- Juan Martínez
- Luis Marín
- Francisco Montalvo
- Amy Márquez
- J. Núñez
- Antonio Padilla
- Lola del Pino
- Francisco Pérez Vázquez
- Luis Rico
- Plácido Sequeiros
- Amalia Sánchez Ariño
- Elena María Tejeiro

## Comentarios
Clarín dijo del filme:

”Con grandes baches, sin inquietudes y, a ratos, absurda.”

La Razón opinó:

”No hay situaciones sentimentales y algunos chistes son viejos.”